# تنگه تاتار

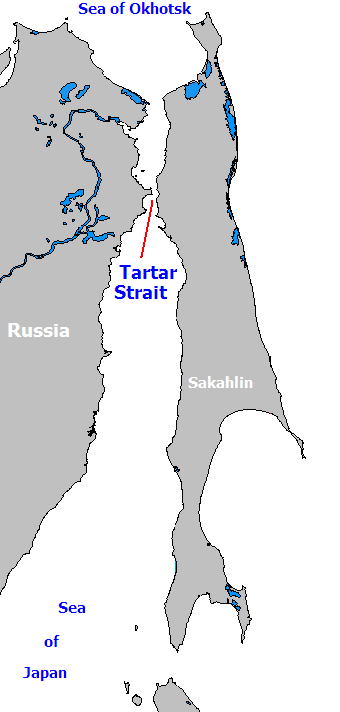
موقعیت تنگهٔ تاتار

تنگه تاتار (به روسی: Татарский пролив با تلفظ Tatarsky Proliv)، تنگهٔ تارتاری یا خلیج تاتاری گذرگاهی باریک واقع در شمال غربی اقیانوس آرام و جنوب شرقی روسیه است که در میان جزیره ساخالین در شرق و قاره آسیا در غرب قرار دارد و دریای ژاپن در جنوب را به دریای اختسک در شمال متصل می‌سازد.
این تنگه بین ۷ تا ۱۲۹ تا ۳۴۲ کیلومتر پهنا داشته و طول آن به ۶۳۲ کیلومتر می‌رسد. آب‌های تنگهٔ تاتار کم‌عمق بوده و ژرفایی کمتر از ۲۱۰ متر دارد.
رود آمور در شمال تنگه به آن می‌ریزد و بنادر اوگلگورسک، آلکساندروفسک-ساخالینسکی، لسوگورسک و سووتسکایا گاوان در امتداد آن قرار گرفته‌اند. از آنجا که تنگهٔ تاتار از اواسط نوامبر تا اواسط ماه مه یخ‌زده‌است، فعالیت‌های این بنادر به تنها چند ماه از سال محدود می‌باشد.
همچنین از تنگهٔ تاتار خطوط لوله‌ای می‌گذرد که حوزه‌های نفتی ساخالین را به پالایشگاه‌های سرزمین اصلی روسیه متصل می‌سازد.